# Frithuwald (roi de Bernicie)
Frithuwald ou Frithuwold est un roi de Bernicie du VIe siècle.
Les listes royales figurant dans la Collection anglienne et dans l'Historia Brittonum lui attribuent un règne de six ou sept ans entre ceux de Théodric et Hussa. À partir d'autres dates connues, il serait possible de le dater entre 579 et 585, bien que l'Historia Brittonum affirme que Frithuwald est au pouvoir au moment de l'arrivée de la mission grégorienne, en 597. Il ne figure pas dans les listes d'enfants d'Ida, le fondateur du royaume.